# The Damned (2024, Roberto Minervini)
The Damned ist ein Historiendrama von Roberto Minervini. Die Koproduktion von Italien, den USA und Belgien mit René W. Solomon, Jeremiah Knupp, Noah Carlson und Tim Carlson in den Hauptrollen feierte im Mai 2024 bei den Internationalen Filmfestspielen in Cannes ihre Premiere.

## Handlung
Im Winter 1862, inmitten des Bürgerkriegs, schickt die US-Armee eine Kompanie freiwilliger Soldaten in die Westlichen Territorien mit der Aufgabe, die unerforschten Grenzgebiete zu patrouillieren. Als ihre Mission schließlich ihren Verlauf ändert, beginnt ihnen der Sinn ihres Einsatzes zu entgleiten.

## Produktion

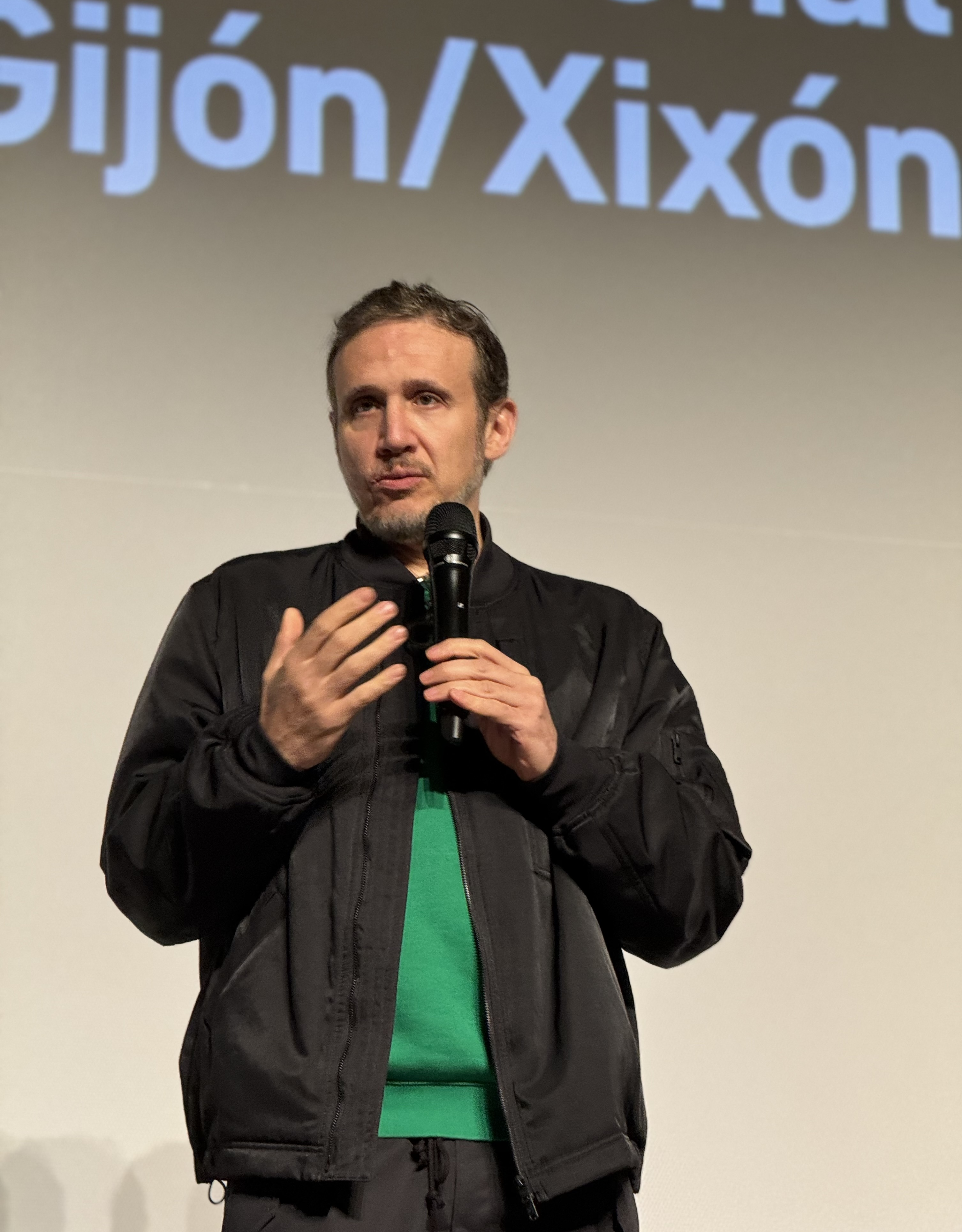
Regisseur Roberto Minervini

Regie führte Roberto Minervini, der auch das Drehbuch schrieb. Der Italiener, der seit vielen Jahren in den USA lebt, war zuvor vor allem als Dokumentarfilmer tätig. Unter anderem drehte er die Texan-Trilogie und Zwischen Rausch Und Elend, aber auch Spielfilme wie The Passage und Low Tide.
Als Kameramann fungierte Carlos Alfonso Corral.
Die Premiere des Films erfolgte am 16. Mai 2024 bei den Internationalen Filmfestspielen in Cannes, wo er in der Reihe Un Certain Regard gezeigt wurde. Ende Juni 2024 wurde er beim Mediterrane Film Festival vorgestellt. Im August 2024 wurde er beim Melbourne International Film Festival gezeigt und im September 2024 beim Toronto International Film Festival und beim Festival des amerikanischen Films in Deauville. Ende September, Anfang Oktober 2024 wurde The Damned beim Filmfest Hamburg und beim New York Film Festival vorgestellt. Ende Oktober 2024 wird er bei der Viennale gezeigt. Den internationalen Vertrieb übernahm Les Films du Losange.

## Rezeption

### Kritiken
Von den bei Rotten Tomatoes aufgeführten Kritiken sind 65 Prozent positiv.

### Auszeichnungen
Festival des amerikanischen Films Deauville 2024
- Nominierung im Wettbewerb[6]

 Internationale Filmfestspiele von Cannes 2024
- Nominierung in der Reihe Un Certain Regard (Roberto Minervini)
- Auszeichnung für die Beste Regie in der Reihe Un Certain Regard (Roberto Minervini)

Mediterrane Film Festival 2024
- Nominierung im Wettbewerb[3]

Nastro d’Argento 2024
- Nominierung als Bester Film (Roberto Minervini)[11]

Pingyao International Film Festival 2024
- Nominierung für den Publikumspreis (Roberto Minervini)